# Olympia 2010
Tournées par Dorothée
Bercy 96 Bercy 2010

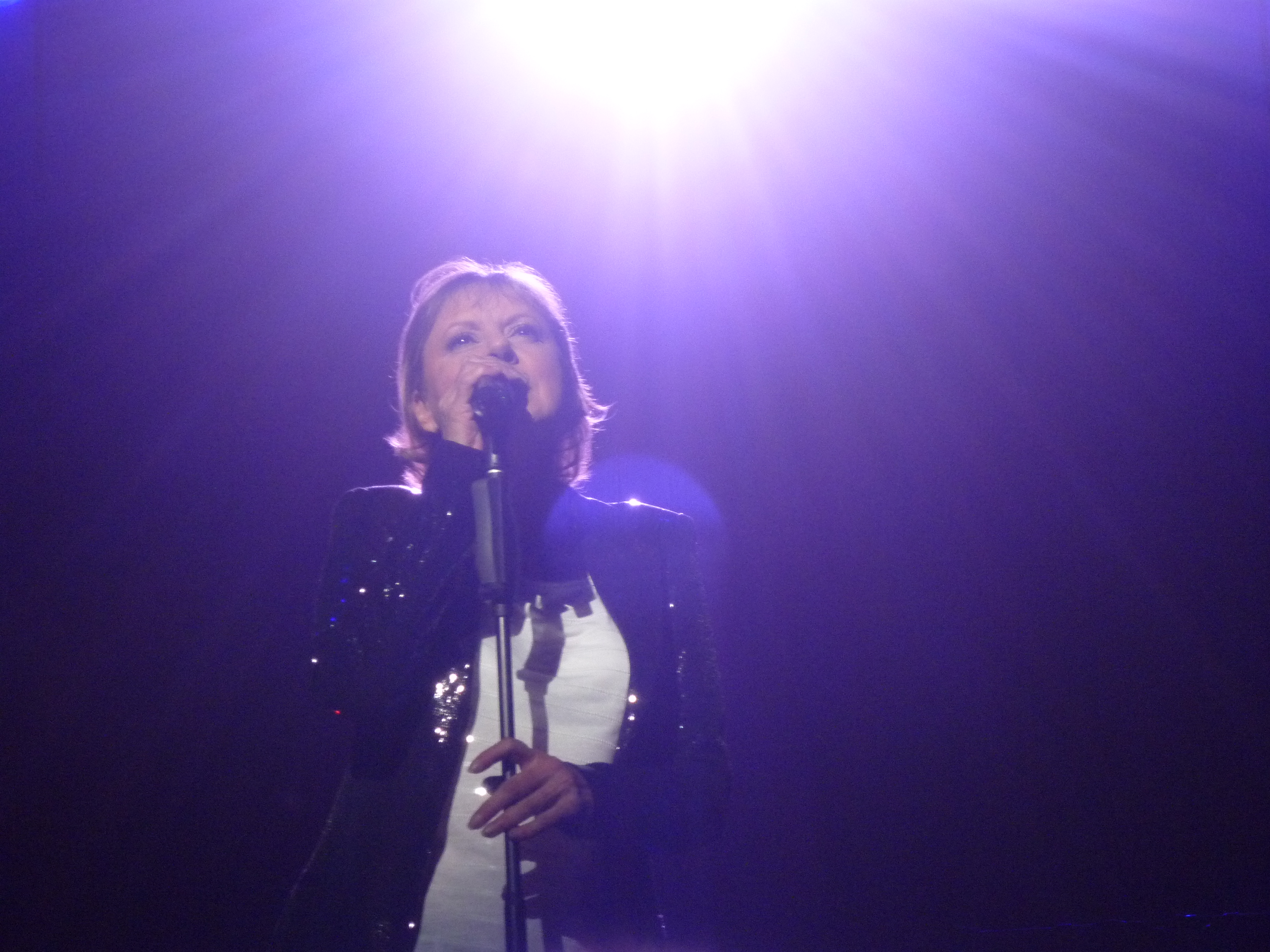
Dorothée interprète "7 Ans Et Demi" à l'Olympia le 17 avril 2010

Olympia 2010 est le concert qui marque le retour sur scène de Dorothée sur la scène de l'Olympia après 13 ans d'absence musicale et un retrait médiatique.
4 représentations sont programmées sur 3 jours.
Ce spectacle est constitué en majorité de chansons issues de l'album Dorothée 2010 ainsi que de certains des plus grands succès de la chanteuse.
La chanson inédite A l'Olympia est écrite spécialement pour l'entrée de Dorothée lors de ce spectacle. Elle sera intégrée à l'album Dorothée 2010 lors de la parution d'une nouvelle édition en décembre 2010.
Ce concert est commercialisé en DVD le 13 décembre 2010, incluant également le making-of du spectacle intitulé Dorothée... un jour on s'est retrouvé.

## Informations
| Personnes sur scène | |  | |  |
| Interprète : - Dorothée Conception et mise en scène : - Jean-François Porry Choristes : - Sophie Thiam - Sophie Gemin Lumières : - Jacques Rouveyrollis | Musiciens : - Direction musicale : Gérard Salesses - Jack Lestrohan (clavier) - Michel Cabanas (basse) - Maxime Devaux (guitare) - Romain Darbon (batterie) - Richard Lornac (clavier) Stylisme : - Vanessa Coquet Décors : - Carré Magique |  | Chorégraphe : - Stéphane Jarny Danseurs : - Christophe De Almeida - Kamel Sadaoui - Nadine Timas - Sevy Vilette Captation publique : - Pat Le Guen |  |

## Titres (partie 1)
| No  | Titre                                                                                 | Durée |
| --- | ------------------------------------------------------------------------------------- | ----- |
| 1.  | A l'Olympia                                                                           |       |
| 2.  | Ça donne envie chanter                                                                |       |
| 3.  | Medley (Allô, allô Monsieur l'ordinateur / Attention danger / Docteur)                |       |
| 4.  | Les chansons du passé                                                                 |       |
| 5.  | Medley (Pour faire une chanson / Rox et Rouky / Au pays de Candy / Hou la menteuse !) |       |
| 6.  | Le collège des cœurs brisés                                                           |       |
| 7.  | On a toujours besoin                                                                  |       |
| 8.  | Nicky Larson (Jean-Paul Césari)                                                       |       |
| 9.  | En rêvant                                                                             |       |
| 10. | Je suis amoureuse                                                                     |       |
| 11. | La petite Jeanne                                                                      |       |
| 12. | Sept ans et demi                                                                      |       |
| 13. | Maman                                                                                 |       |
| 14. | Qu'il est bête ! (avec Jacky)                                                         |       |
| 15. | Faut laver (avec Jacky)                                                               |       |
| 16. | Coup de tonnerre                                                                      |       |

## Titres (partie 2)
| No  | Titre | Durée |
| --- | --- | ----- |
| 1.  | Intro : Medley Génériques (Récré A2 / Club Dorothée)                                                                         |       |
| 2.  | On m'appelait Dorothée |       |
| 3.  | Tremblement de terre |       |
| 4.  | Medley Rock (Dorothée Rock / Toutes les guitares du Rock'n'roll / Toute ma vie j'ai chanté du Rock'n'roll / Détective privé) |       |
| 5.  | En ce temps-là |       |
| 6.  | Emmène-moi |       |
| 7.  | Tant mieux |       |
| 8.  | Une chanson d'amour |       |
| 9.  | Les filles aiment les garçons                                                                                                |       |
| 10. | Valise 2010 |       |
| 11. | Le nez de Dorothée (avec Corbier) le 18 avril / Je n'ai pas changé (avec Claude Berda) le 19 avril                           |       |
| 12. | Les neiges de l'Himalaya |       |
| 13. | Nicolas et Marjolaine |       |
| 14. | Des millions de copains |       |
| 15. | Folle de vous |       |
| 16. | Coup de tonnerre (sauf lors du tout premier concert le 17 avril)                                                             |       |

## Dates et lieux des concerts
- Olympia 2010 :

| Date                      | Ville            |
| ------------------------- | ---------------- |
| 17 avril 2010 15h30 / 20h | L'Olympia, Paris |
| 18 avril 2010 14h         | L'Olympia, Paris |
| 19 avril 2010 20h30       | L'Olympia, Paris |

## Crédits
- Paroles : Jean-François Porry.
- Musiques : Jean-François Porry / Gérard Salesses.
- Sauf : Sept ans et demi : Michel Jourdan.